# Volvo XC90
Le Volvo XC90 est un SUV de luxe du constructeur automobile Volvo commercialisé depuis octobre 2002. La seconde génération est sortie fin 2014.

## Première génération (2002 - 2014)
Dévoilé au public en janvier 2002 au Salon de Détroit, puis lancé en octobre de la même année, le Volvo XC90 est un SUV (Sport Utility Vehicle) de luxe basé sur la grande plateforme Volvo P2 tout comme la S60, le V70 et la S80. Avec des dimensions de 4,80 mètres de longueur, 1,90 mètre de large et 1,78 mètre de haut, il se retrouve en concurrence avec les allemands Mercedes-Benz Classe M, BMW X5, Volkswagen Touareg et Porsche Cayenne.
L'accent a tout de suite été mis sur la sécurité lors du développement, que ce soit celle du conducteur mais aussi celle des autres usagers de la route comme les piétons, les cyclistes ou les plus petites voitures. Le XC90 possède un système sophistiqué d'anti-retournement appelé ROPS (Rollover Protection System).
À la suite d'une très forte demande des États-Unis, la décision est prise d'augmenter la production du XC90, fabriqué dans l'usine de Torslanda à Göteborg. Le plan initial prévoyait 50 000 unités par an, il est passé à 85 000.
En 2003, la gamme se compose en France de quatre finitions : Optimum, Summum, Xenium et Executive. Trois moteurs sont alors au programme : le 2.5 T de 210 ch, le T6 2.9 de 272 ch et en Diesel le D5 2.4 en 163 et 184 ch. Le prix de base est d'environ 43 000 €.
En 2004, le XC90 est donc devenu le modèle le plus vendu de la marque avec 84 000 unités. Il a reçu le prix du meilleur tout chemin du monde en 2004.
À la fin de l'année 2004, le XC90 reçoit un tout nouveau bloc réalisé en collaboration avec Yamaha, d'une cylindrée de 4,4 litres et développant 315 ch pour un couple maximal de 440 N m à 3 900 tr/min. Dans la gamme Volvo, c'est le XC90 qui inaugura ce moteur avant la seconde génération de S80.

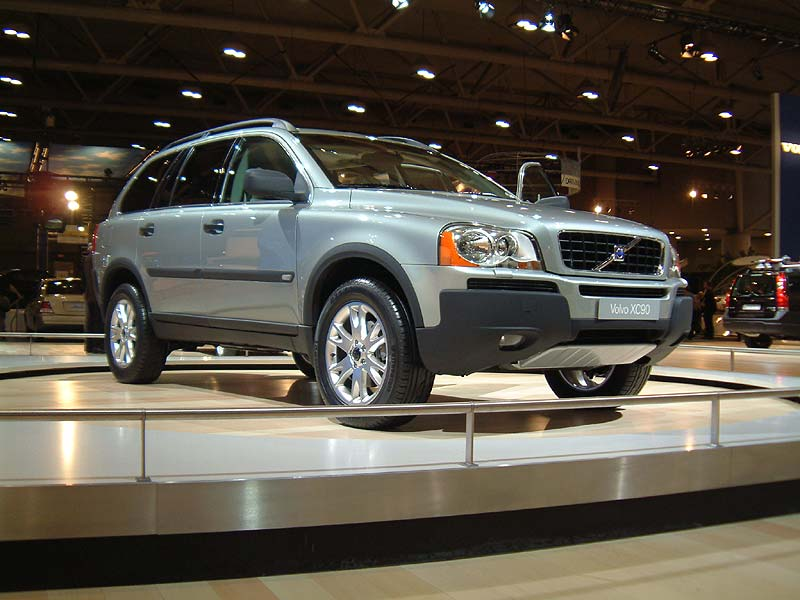
Volvo XC90 (2002 - 2005)
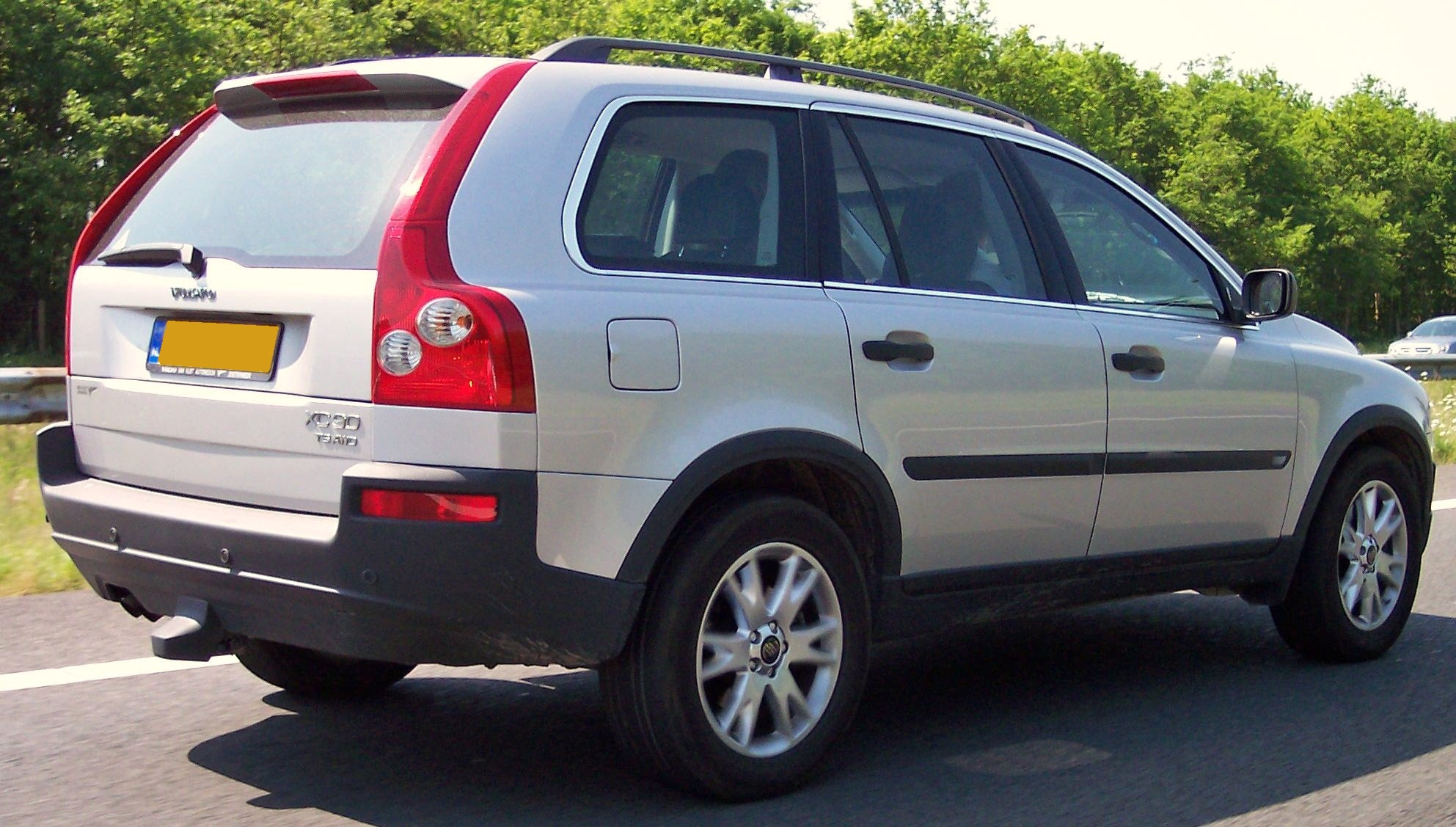
Volvo XC90 (2002 - 2005)

### Restylage de 2006
En mai 2006, Volvo présente la version actualisée de son XC90. Après quatre années de carrière, les changements esthétiques sont minimes. Nouveaux phares et nouveau bouclier à l'avant, nouveau dessin des feux à l'arrière. Les rappels de clignotant migrent des baguettes latérales aux rétroviseurs. Le système de traction intégrale est également revisité.
La gamme aussi connaît quelques changements, notamment avec les finitions Momentum, Sport, Summum, R-Design, Xenium et Executive. Au niveau des moteurs, le diesel D5 n'est plus disponible qu'en 185 ch. En essence, on trouve seulement deux moteurs : le 3,2 litres de 238 ch et le V8 4,4 litres de 315 ch.
En 2011, un grand ménage est réalisé dans la gamme du XC90, on ne trouve plus que le diesel D5 2,4 litres passé à 200 ch et l'essence 3,2 L passé à 243 ch. Deux raisons à cela, le modèle entre dans sa huitième année de commercialisation et le nouveau propriétaire de Volvo, le chinois Geely, estime qu'il n'y a pas assez de ventes pour continuer à proposer ce modèle ... mais continue à proposer le modèle.
C'est en juillet 2014 que prend fin la production du XC90 à Torslanda. Un total de 636 143 unités sont produites sur les douze années de commercialisation, dont quasiment 16 000 à destination de la France. La gamme en France ne compte plus que le D5 de 200 ch quand la production est arrêtée.
Mais la production continue à la suite du déménagement en Chine de l'outil de production du modèle dans la nouvelle usine Volvo de Daquing. Le XC90 est alors rebaptisé XC Classic et est destiné à être une version moins chère que la nouvelle sur le marché chinois. Un peu moins de 3 000 XC Classic sont fabriqués, avant l'arrêt total de la commercialisation du véhicule début 2016.

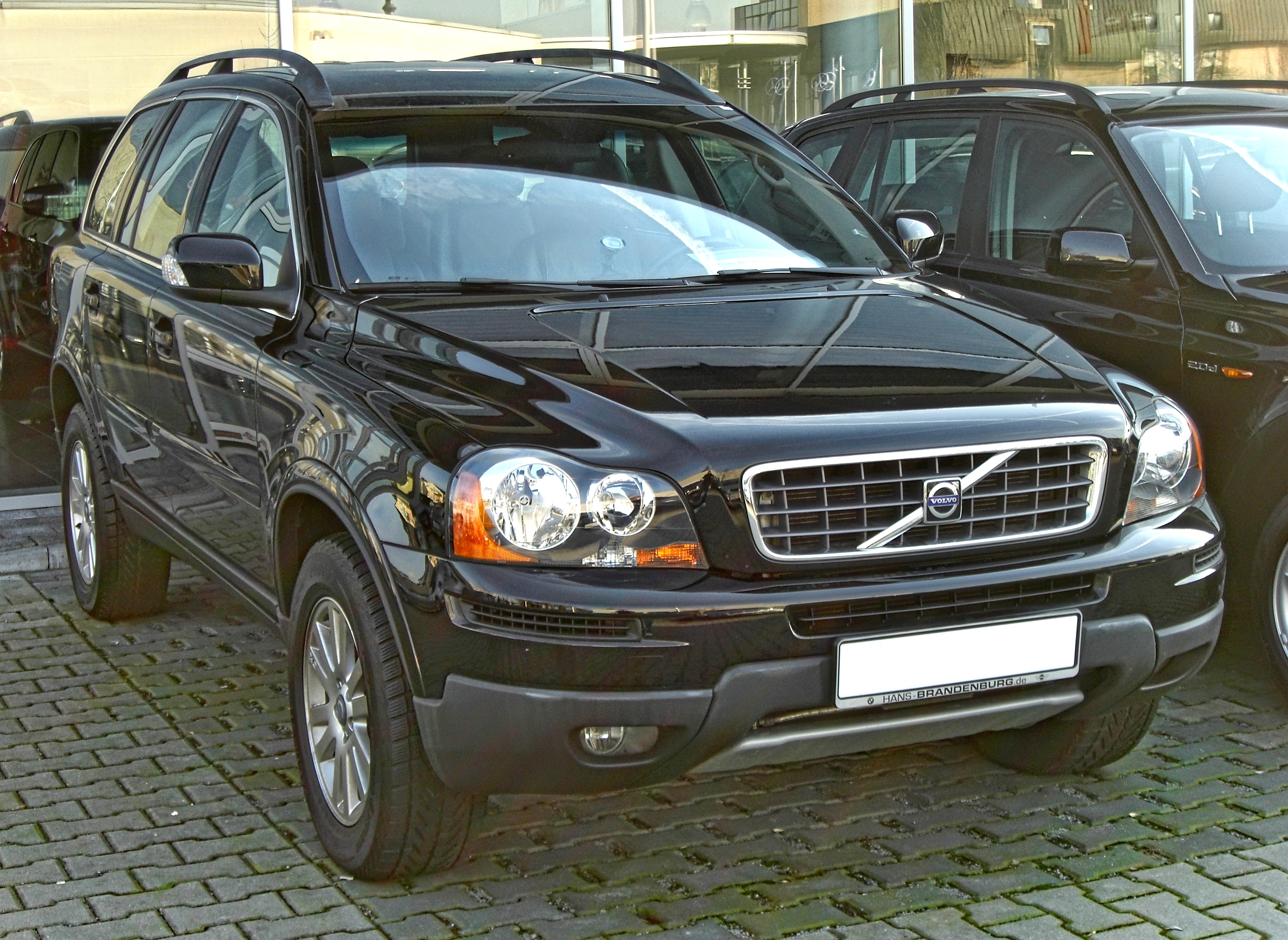
Volvo XC90 (2006 - 2014)
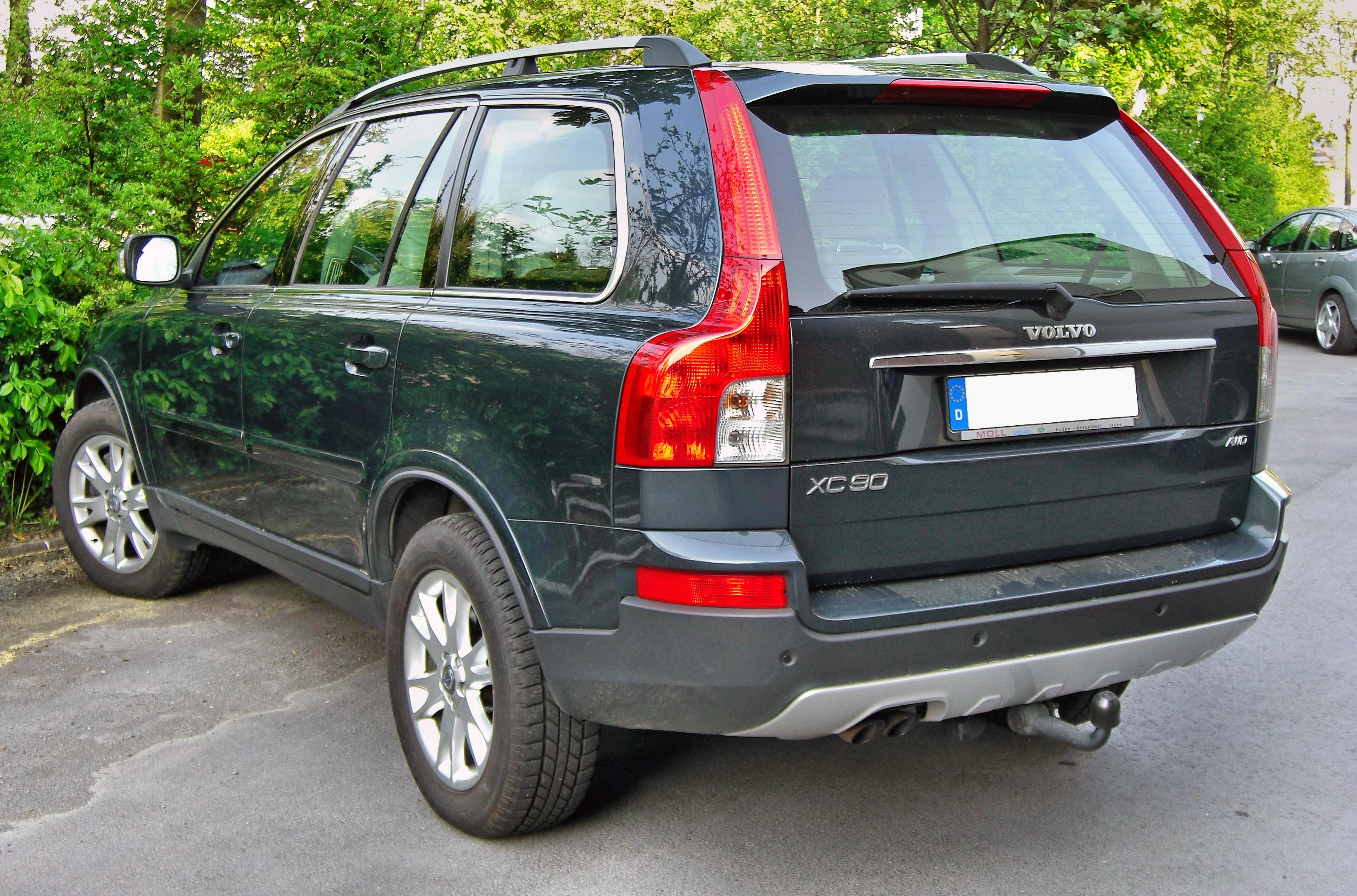
Volvo XC90 (2006 - 2014)
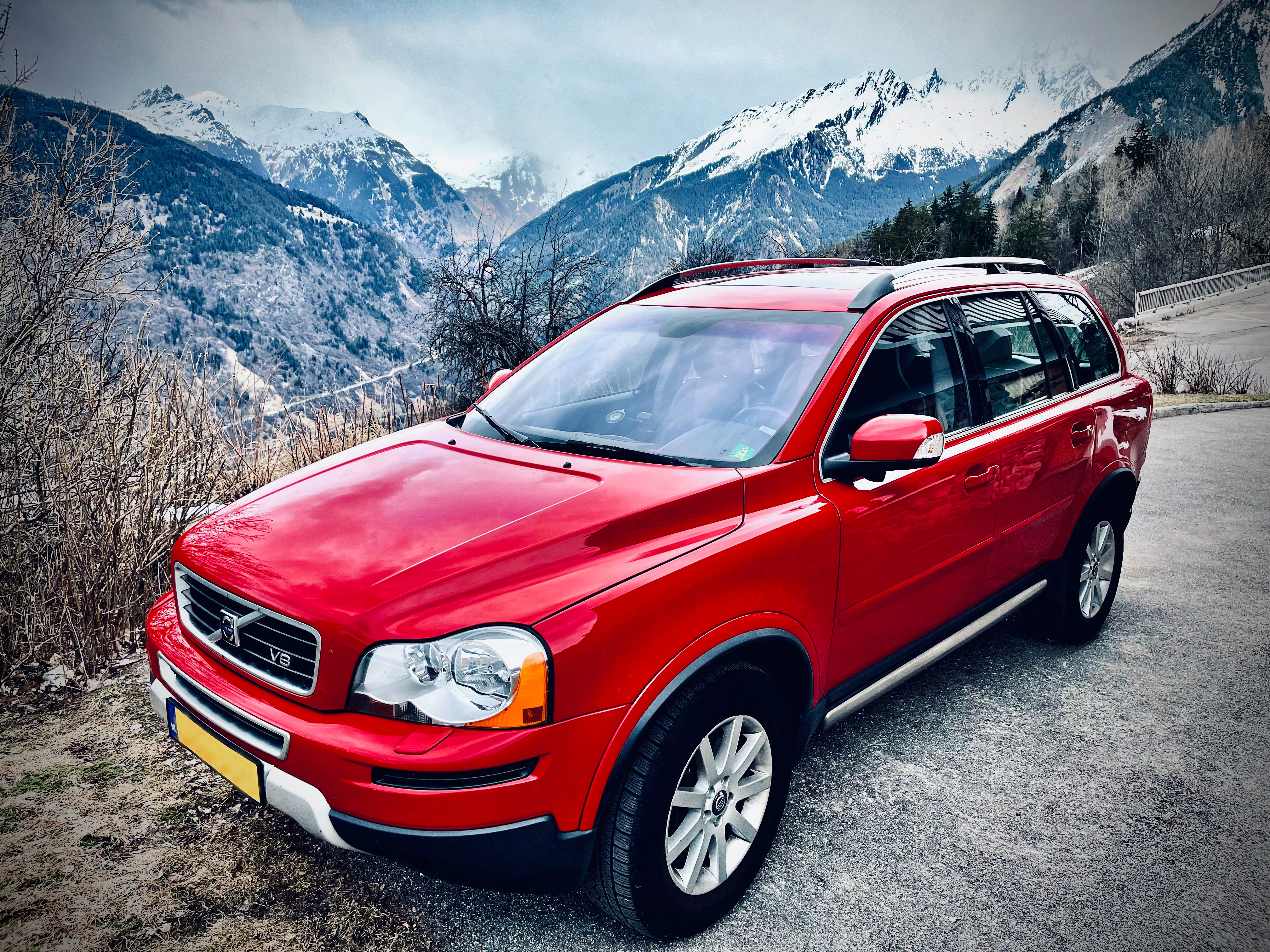
2007 XC90 Sport

### Caractéristiques techniques
|                                        | XC90 2.5 T                                               | XC90 2.9 T6 AWD                                          | XC90 3.2 AWD                                                     | XC90 3.2 AWD                                                     | XC90 4.4 AWD                                   | XC90 D5                                                             | XC90 D5 - AWD                                                       |
| -------------------------------------- | -------------------------------------------------------- | -------------------------------------------------------- | ---------------------------------------------------------------- | ---------------------------------------------------------------- | ---------------------------------------------- | ------------------------------------------------------------------- | ------------------------------------------------------------------- |
| année de production                    | 2002-2006                                                | 2002-2006                                                | 2006-2011                                                        | 2011-2013                                                        | 2004-2011                                      | 2002-2006                                                           | 2006-2014                                                           |
| Moteur                                 | essence 5 cylindres en ligne turbo Injection multipoints | essence 6 cylindres en ligne turbo Injection multipoints | essence 6 cylindres en ligne atmosphérique Injection multipoints | essence 6 cylindres en ligne atmosphérique Injection multipoints | essence 8 cylindres en V Injection multipoints | turbo diesel 5 cylindres en ligne Injection directe à rampe commune | turbo diesel 5 cylindres en ligne Injection directe à rampe commune |
| Cylindrée                              | 2 521 cm³                                                | 2 922 cm3                                                | 3 192 cm3                                                        | 3 192 cm3                                                        | 4 414 cm³                                      | 2 400 cm3                                                           | 2 400 cm3                                                           |
| Puissance maxi à tr/min                | 210 ch 5 000                                             | 272 ch 5 200                                             | 235 ch 6 200                                                     | 243 ch 6 200                                                     | 315 ch 6 000                                   | 163 ch 4 000                                                        | 200 ch 3 900                                                        |
| Couple maximal à tr/min                | 320 N m à 1 500                                          | 340 N m de 1800 à 5000                                   | 320 N m à 3 200                                                  | 320 N m à 3 200                                                  | 440 N m à 3 900                                | 340 N m de 1 750 à 3 000                                            | 420 N m de 1 900 à 2 800                                            |
| Masse                                  | 1 995 kg                                                 | 2 056 kg                                                 | 2 130 kg                                                         | 2 125 kg                                                         | 2 111 kg                                       | 2 072 kg                                                            | 2 144 kg                                                            |
| Vitesse maxi (km/h)                    | 210                                                      | 210                                                      | 210                                                              | 210                                                              | 210                                            | 190                                                                 | 205                                                                 |
| Accélération de 0 à 100 km/h           | 9,9                                                      | 9,3                                                      | 9,5                                                              | 9,5                                                              | 7,4                                            | 11,2                                                                | 9,7                                                                 |
| Consommation l/100 km Moyenne pondérée | 12,0                                                     | 12,9                                                     | 12,1                                                             | 11,5                                                             | 13,3                                           | 8,1                                                                 | 8,2                                                                 |
| Émissions CO2 (g/km)                   | 287                                                      | 309                                                      | 289                                                              | 269                                                              | 317                                            | 212                                                                 | 215                                                                 |

## Deuxième génération (2015 - ...)

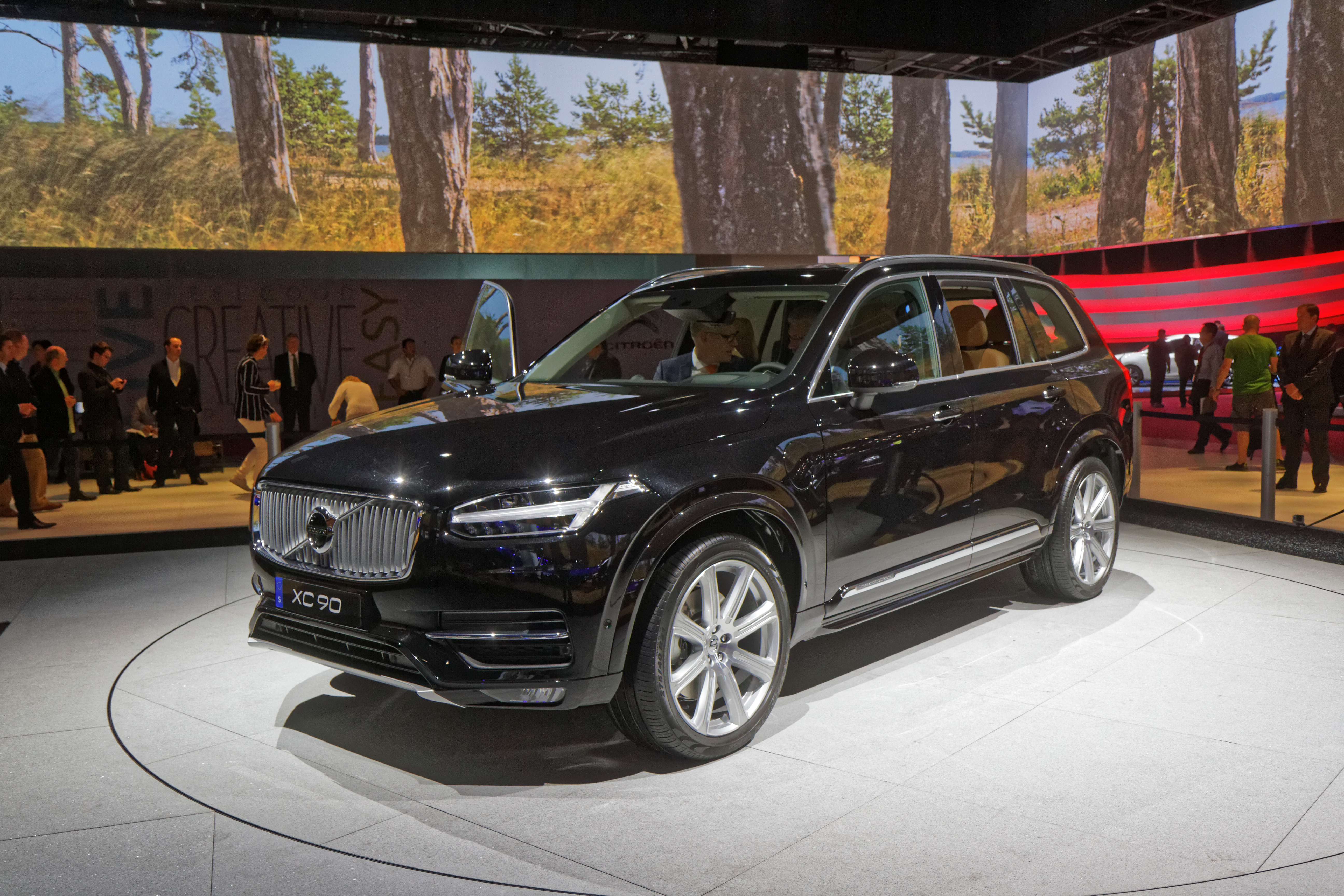
Volvo XC90 II phase 1

Dévoilée au public à Stockholm le 26 août 2014, la deuxième génération du XC90 est totalement revue par Volvo afin de lui donner un positionnement encore plus haut de gamme. Selon Volvo, des premières mondiales au niveau de la sécurité seront dévoilées. Il est présenté pour la première fois dans un salon lors du Mondial de l'automobile de Paris 2014 au mois d'octobre.

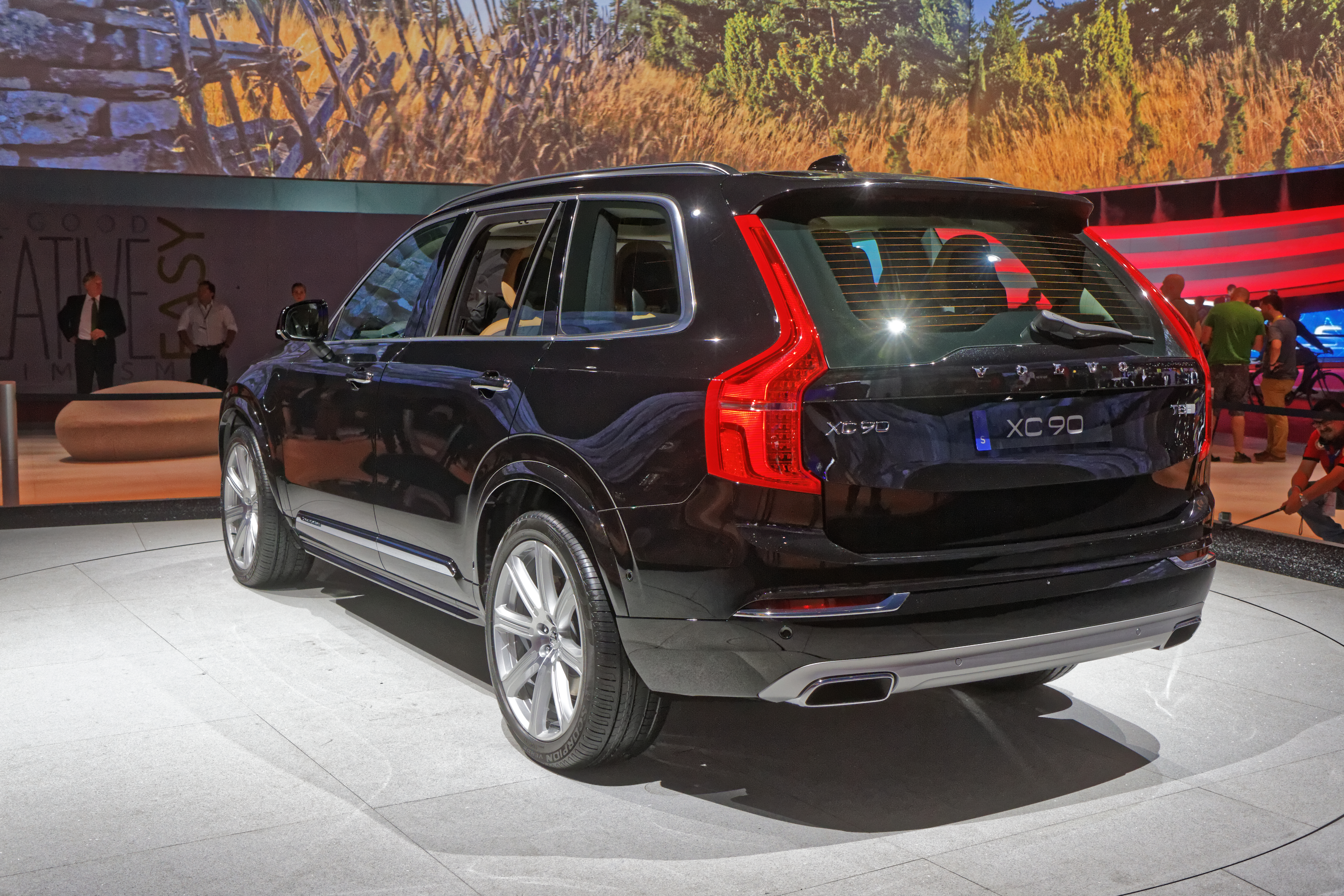
Volvo XC90 II phase 1

Le XC90 inaugure le nouveau style Volvo que l'on a découvert sur les prototypes Concept Coupé, XC Coupé Concept et Concept Estate avec comme gimmicks la nouvelle calandre et le nouveau logo, les phares en forme du marteau de Thor et les feux arrière verticaux, caractéristique des Volvo depuis la 850 Break.
En septembre 2014 est proposé à la vente la série limitée First Edition, avec seulement 1 927 exemplaires, référence à l'année de naissance de Volvo, 1927. Cette finition est proposée uniquement avec le moteur T6 de 320 ch et possède une panoplie d'équipement comprenant la suspension pneumatique, les jantes de 21 pouces, les sièges ventilés et chauffants au premier rang, chauffants au second rang et rabattables électriquement au dernier rang sans oublier la sellerie cuir Nappa et le système audio Bowers & Wilkins. Le prix de cette version était de 91 800 € et s'est vendue en seulement 47 heures.

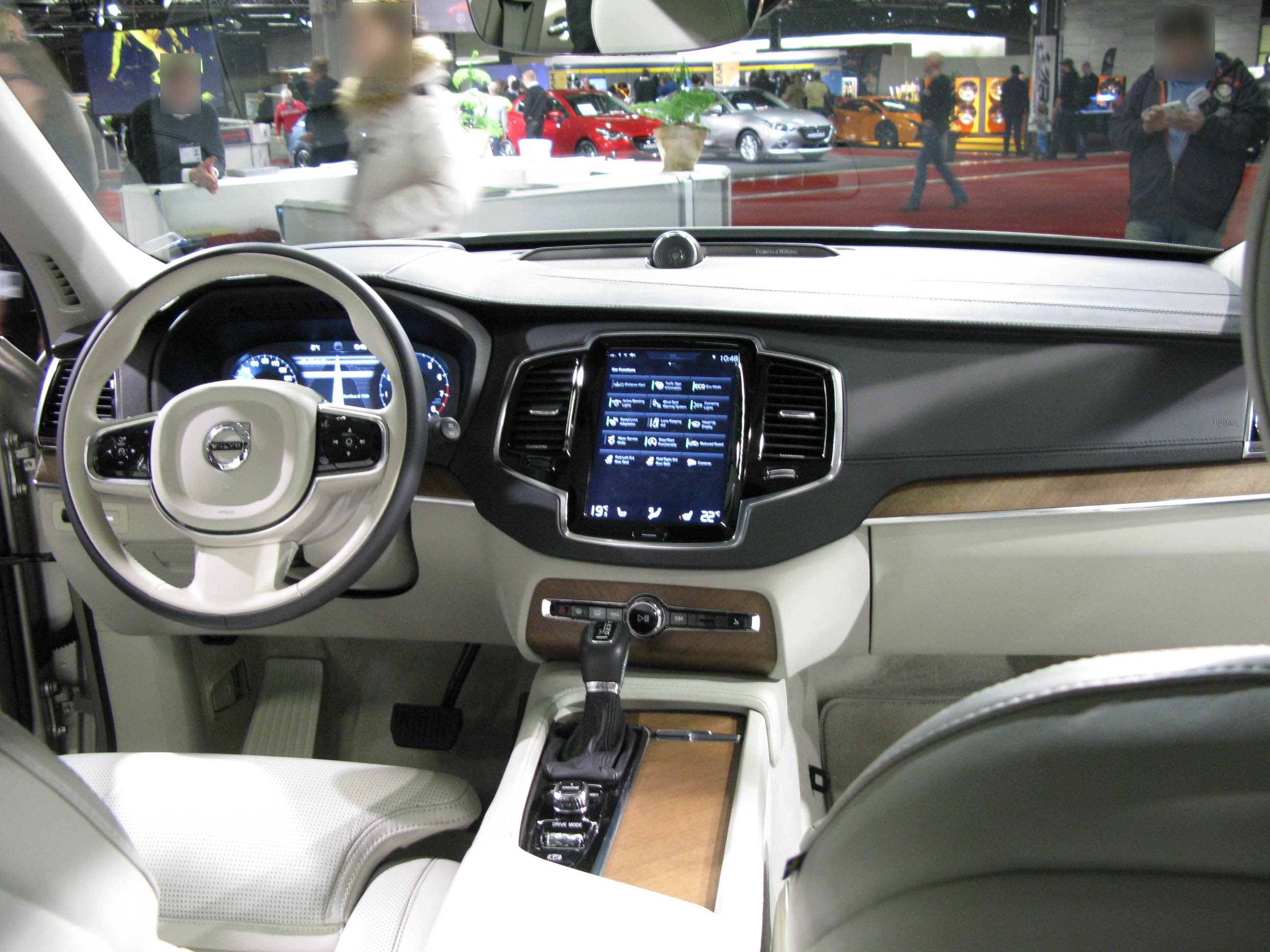
Volvo XC90 II phase 1 (intérieur)

La commercialisation du nouveau XC90 est prévue au premier trimestre 2015 en Europe avec quatre motorisations : les diesels D4 (2.0 litres de 190 ch) et D5 (2.0 litres de 225 ch) et les essences T5 (2.0 litres de 254 ch) et T6 (2.0 litres de 320 ch). La gamme débute à partie de 49 900 €. En 2016, le D5 passe de 225 à 235 chevaux.
La version T8 hybride rechargeable reprend le moteur de la T6 accouplé à une propulsion électrique sur le tunnel central, contrairement à la V60 plug-in où cette dernière se trouve sous le plancher de coffre. Au total, cette version dispose de 407 ch et rejette 60 g/km de CO2.
Les modèles sont fabriqués à Torslanda en Suède. Ils sont en outre assemblés en « nécessaire en pièces détachées » pour les marchés locaux : Kuala Lumpur pour l'Asie du Sud-Est et Bangalore pour l'Inde.
En février 2022, Volvo annonce que le XC90 sera restylé pour la deuxième fois en 2023. Ce grand SUV devrait voir son style davantage modifié que lors du restylage de 2019. Il pourrait par ailleurs devenir exclusivement hybride rechargeable.

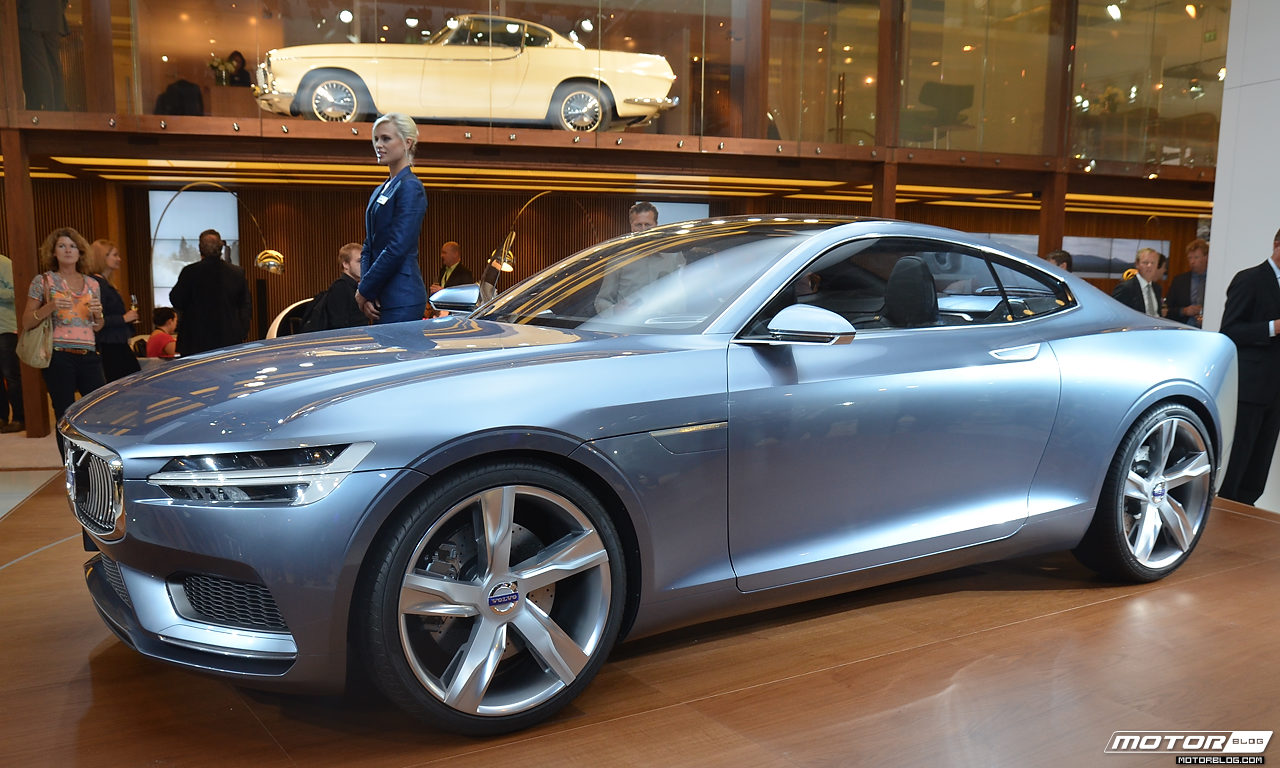
Volvo Concept Coupé (Francfort 2013)
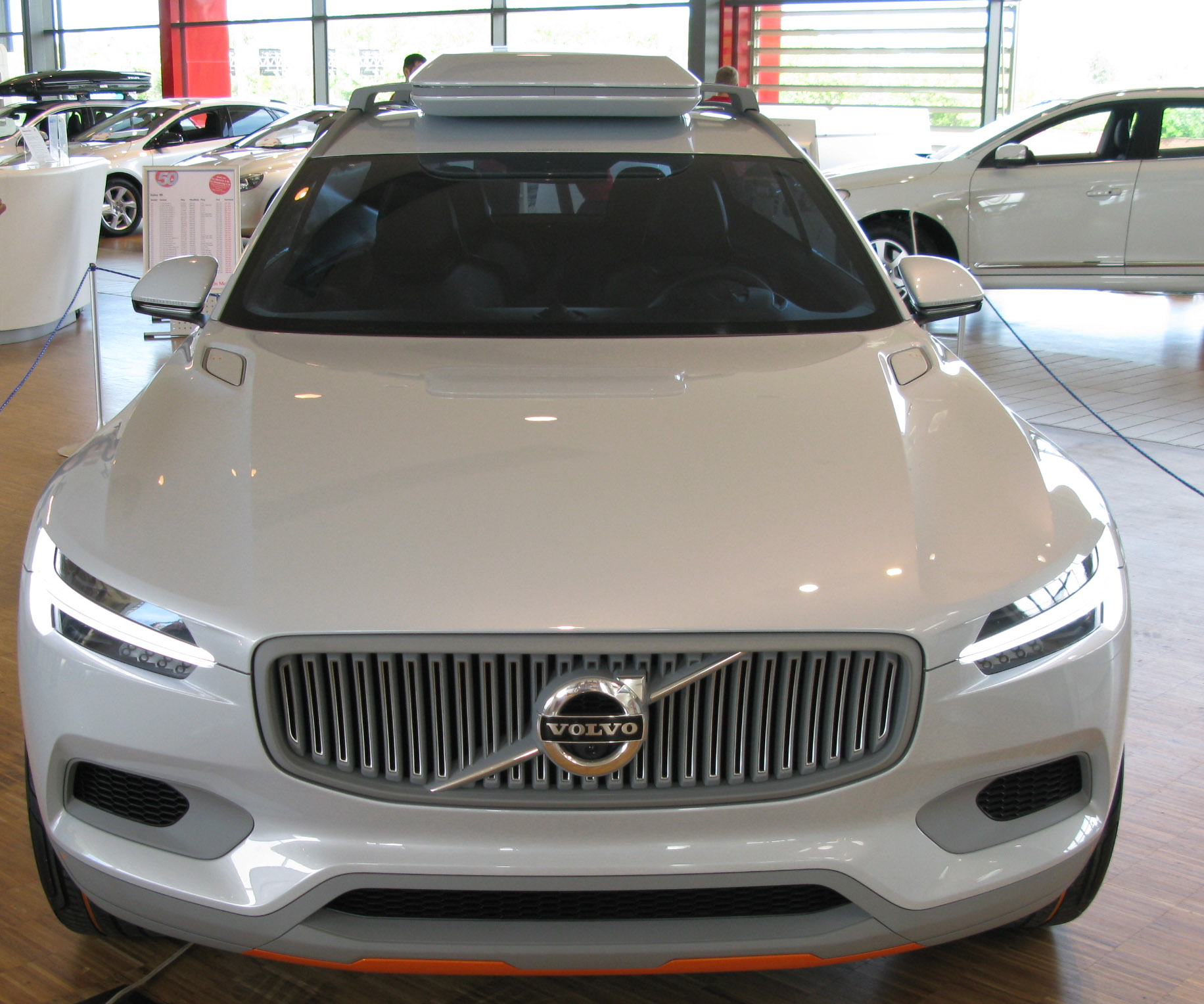
Volvo XC Concept (Détroit 2014)
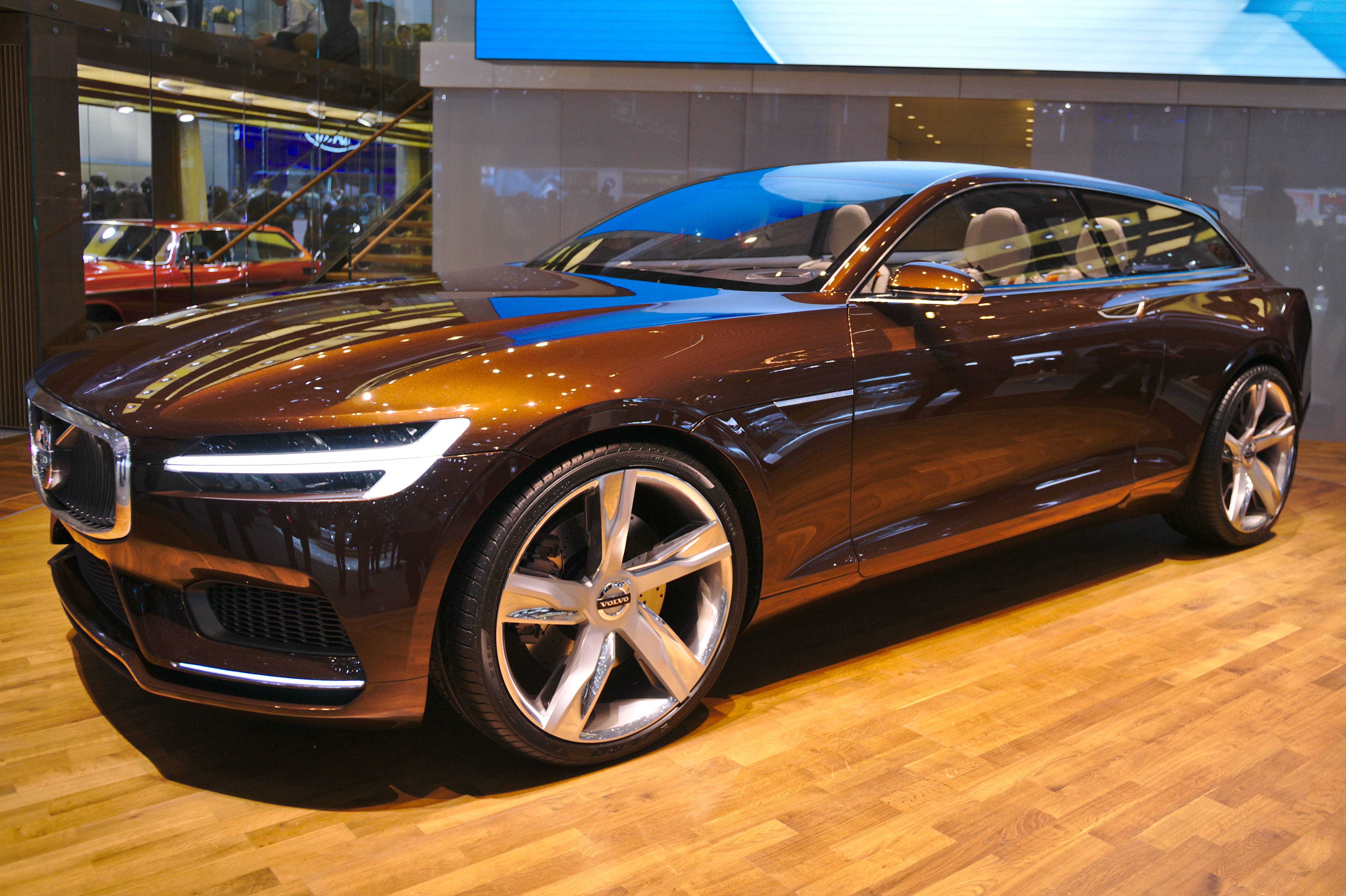
Volvo Concept Estate (Genève 2014)

### Phase 2
La version restylée du XC90 est présentée en février 2019.

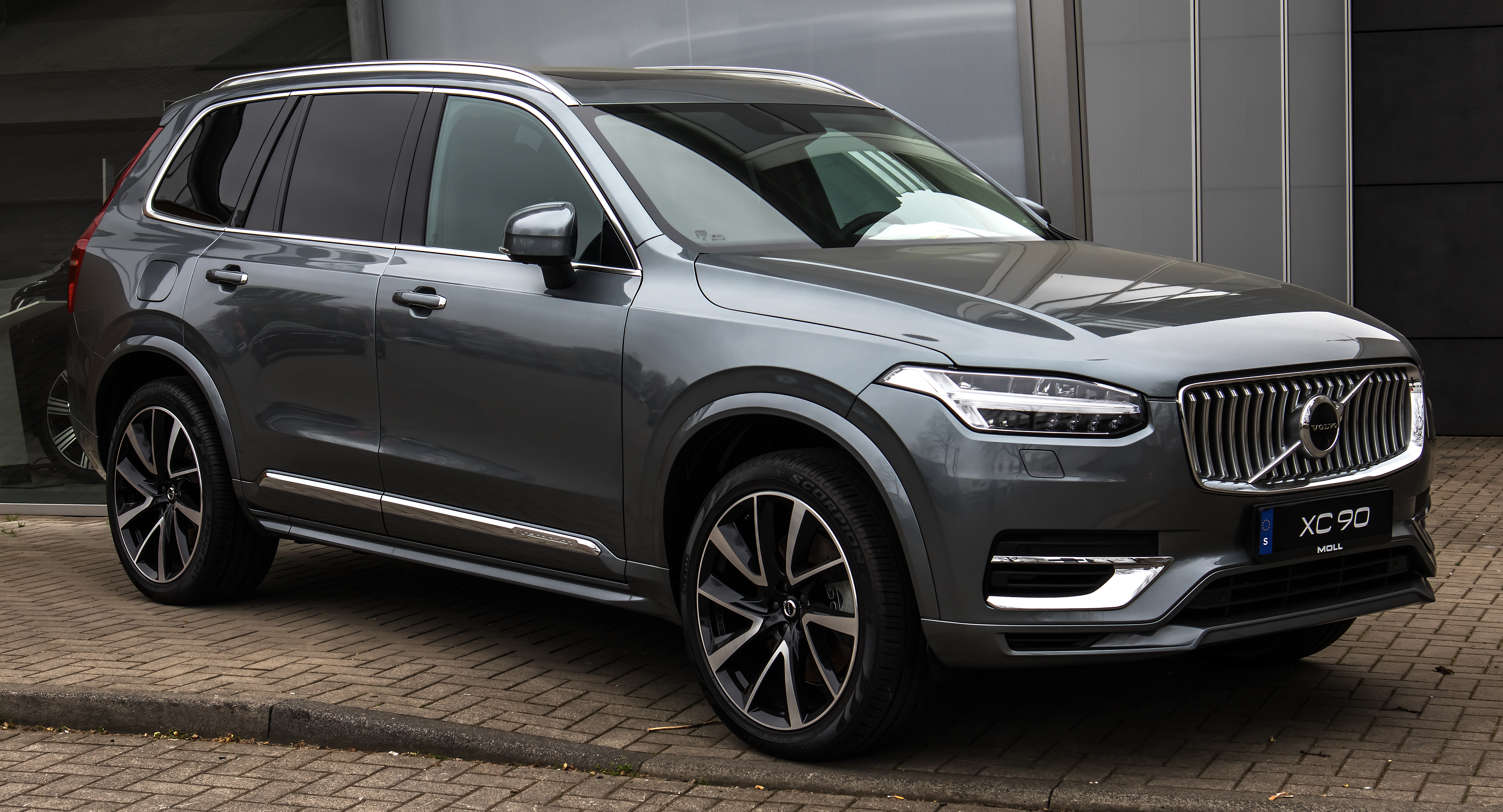
Volvo XC90 II phase 2
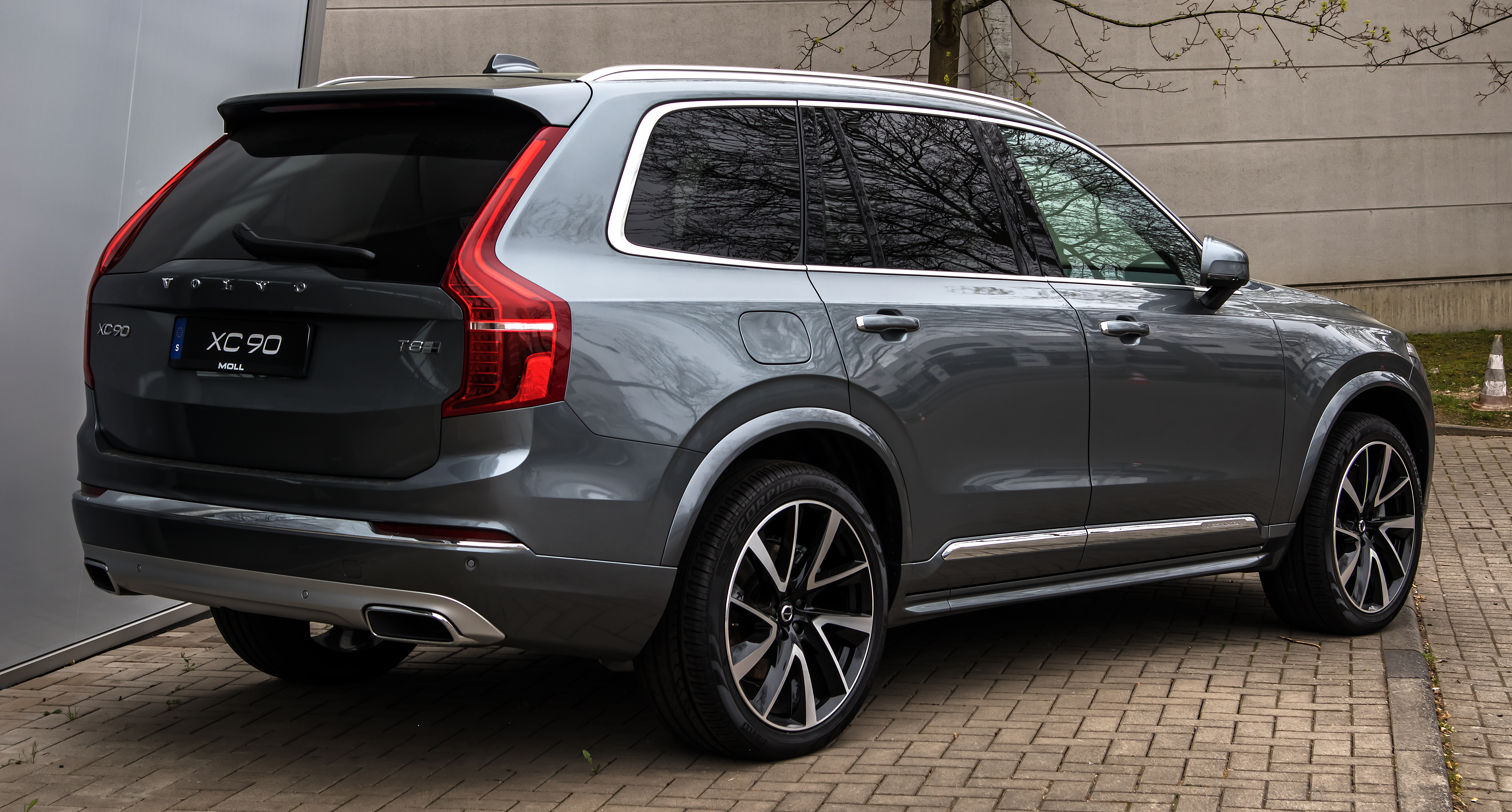
Volvo XC90 II phase 2

### Phase 3
La phase 3 du XC90 est présentée le 4 septembre 2024.

### Caractéristiques techniques
|                            | D4                               | D4                               | D5                               | D5                         | T5                                    | T6                                    | T8                                                          |
| -------------------------- | -------------------------------- | -------------------------------- | -------------------------------- | -------------------------- | ------------------------------------- | ------------------------------------- | ----------------------------------------------------------- |
| Cylindrée                  | 1 969 cm3                        | 1 969 cm3                        | 1 969 cm3                        | 1 969 cm3                  | 1 969 cm3                             | 1 969 cm3                             | 1 969 cm3                                                   |
| Architecture               | 4 cylindres en ligne             | 4 cylindres en ligne             | 4 cylindres en ligne             | 4 cylindres en ligne       | 4 cylindres en ligne                  | 4 cylindres en ligne                  | 4 cylindres en ligne                                        |
| Puissance maxi             | 190 ch au régime de 4250 tr/min  | 190 ch au régime de 4250 tr/min  | 225 ch au régime de 4250 tr/min  | 235 ch à 4000 tr/min       | 254 ch au régime de 5500 tr/min       | 320 ch au régime de 5700 tr/min       | 320 ch au régime de 6000 tr/min + 87 ch électriques (64 kW) |
| Couple maxi                | 400 N m au régime de 1750 tr/min | 400 N m au régime de 1750 tr/min | 470 N m au régime de 1750 tr/min | 480 N m à 1750-2250 tr/min | 350 N m au régime de 1500-4800 tr/min | 400 N m au régime de 2200-4500 tr/min | 640 N m au régime de 2200-5400 tr/min                       |
| Boîte de vitesses          | BVA 8 4x2                        | BVA8 4x4                         | BVA8 4x4                         | BVA8 4x4                   | BVA8 4x4                              | BVA8 4x4                              | BVA8 4x4                                                    |
| Vitesse maxi               | 205                              | 210                              | 220                              | 220                        | 215                                   | 230                                   | 230                                                         |
| 0-100 km/h                 | 9.2                              |                                  | 7.8                              | 7.8                        | 8.2 à 8.3                             | 6.5                                   | 5.6                                                         |
| Consommation (en L/100 km) | 5.2                              | 5.8                              | 5.8                              | 5,7                        | 7.6                                   | 8                                     | 2.1                                                         |
| Émissions de CO2 (en g/km) | 136                              |                                  | 152                              | 149                        | 176                                   | 179                                   | 49                                                          |
| Poids (kg)                 | 1867                             |                                  |                                  | 1953                       |                                       | 1949                                  | 2212                                                        |

### Finitions

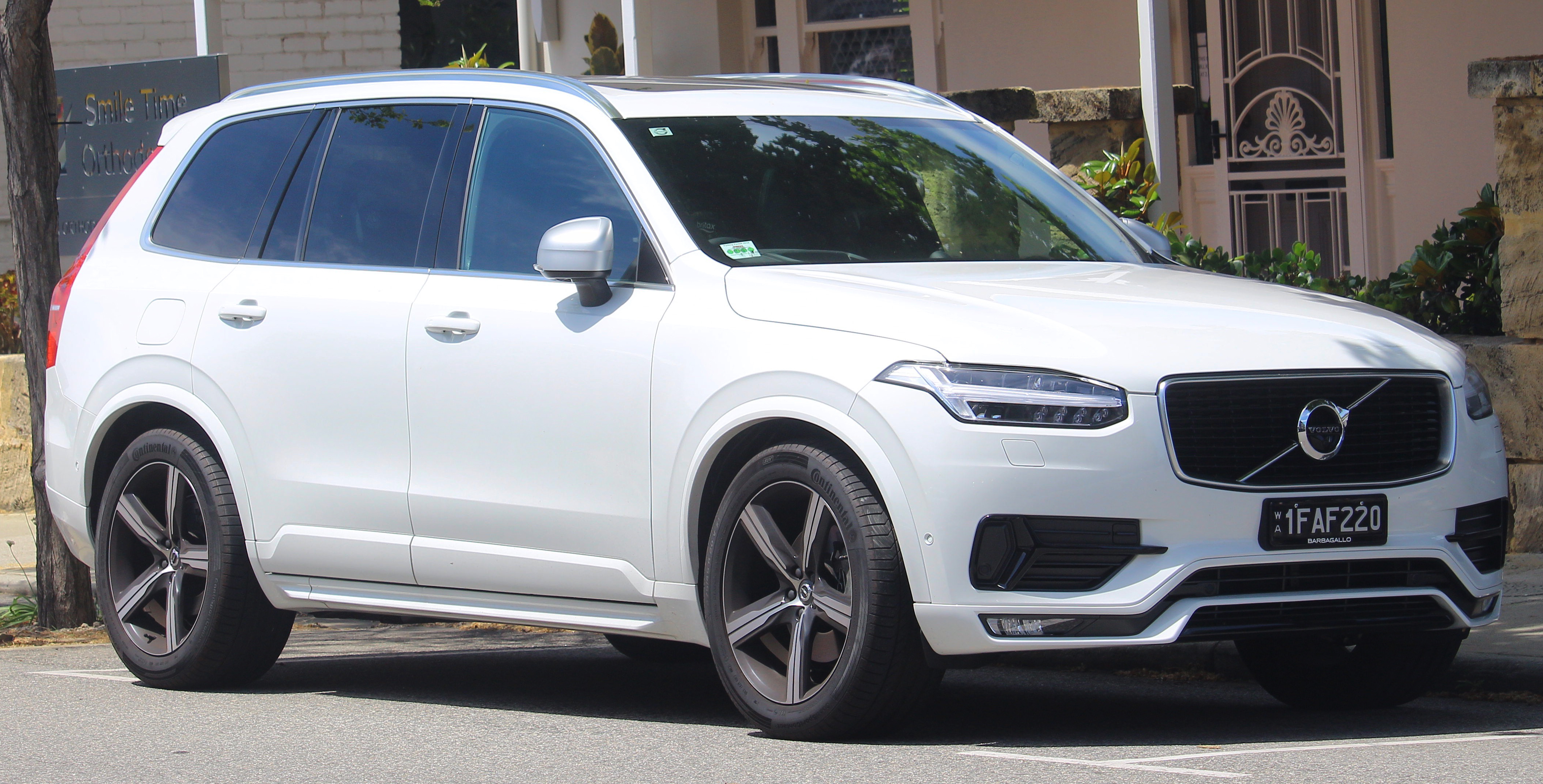
Volvo XC90 II phase 1 R-Design

Finitions disponibles[Où ?][Quand ?]:
- Kinetic
- Momentum
- R-Design
- Inscription
- Inscription Luxe
- Excellence

## Sécurité
Le XC90 est doté du freinage automatique d'urgence.
Le véhicule n'a tué aucun de ses occupants ou conducteur au Royaume-Uni entre 2002 et mars 2018, pour 50 000 véhicules vendus, d'après Thatcham Research,.
En 2021, le XC90 EV dispose d'une architecture compatible avec une fonction de conduite autonome comme le Volvo Highway Pilot.

## Véhicule spécial
Le Volvo XC90 également utilisé comme base pour des véhicules spécialisés tels que des ambulances, ces derniers sont produits par Nilsson Special Vehicles, la même entreprise proposent également le XC90 Commander destiné aux pompiers.

## Prix et reconnaissances
- Le véhicule technologique de l'année 2016 de Yahoo Autos[17]
- Voiture de l'année 2016 selon Yahoo Autos[18]
- Voiture et camion/utilitaire nord-américains de l'année 2016 - Salon de l'automobile de Détroit 2016[19]
- Voiture sud-africaine de l'année 2016[20]